# Hans Lönnerheden
Hans Gustav Eric Lönnerheden, född 3 juni 1951 i Växjö, är filmproducent bosatt i Stockholm och Molini di Triora (Italien).
Hans Lönnerheden har studerat konstvetenskap vid Lunds universitet  och vid filmskolan vid Dramatiska Institutet.
Hans Lönnerheden har arbetat som producent för flera välkända svenska filmer som Ondskan, Jönssonligan, Mio min Mio, Hamilton, Maria Wern och 100 åringen. Sedan 1998 har Hans Lönnerheden också fungerat som Production Supervisor för bolag som ger garantier som underlättar finansieringen av filmer. Hans Lönnerheden har varit produktionschef på flera filmbolag: Nordisk Tonefilm, Sonet Film, Moviola, Greta Film och Nice Drama. Han har två gånger varit guldbaggenominerad som producent för "Bästa Film". 2003 var Ondskan nominerad till en Academy award (Oscar). Tåg till Himlen valdes till "Most outstanding Film" vid London Film Festival och deltog i Berlin Filmfestival. Lönnerheden har mer än 200 "credits" på Imdb.com som producent, produktions chef och i rollen som production executive för Film Finances och European Film Bonds.

## Production Executive, urval
- 1999 – Sjön
- 1999 – Tsatsiki, morsan och polisen
- 2000 – Dancer in the Dark
- 2000 - The King Is Alive
- 2001 - Flykten från Gulag
- 2001 - The Zookeeper
- 2002 – Lilja 4-ever
- 2002 - Wilbur
- 2003 – Dogville
- 2003 - It's All About Love
- 2004 – Hotet
- 2004 – Så som i himmelen
- 2005 – Manderlay
- 2005 - Zozo
- 2006 - Wallander - TV-serie
- 2008 – Låt den rätte komma in
- 2008 - Maria Larssons eviga ögonblick
- 2009 - Antichrist
- 2009 – Män som hatar kvinnor
- 2010 - Millennium - TV-serie
- 2010 - Svinalängorna
- 2011 – Melancholia
- 2011 - Varg Veum
- 2012 – A Royal Affair
- 2012 - 30° i februari
- 2013 - Pionjär
- 2013 - Tusen gånger god natt
- 2014 - Nymphomaniac
- 2014 - The Salvation
- 2015 - Knutsen og Ludvigsen
- 2015 - Män & Höns
- 2015 - Pojkarna
- 2016 - Den siste Konungen
- 2016 - Klas Klättermus i Hackebackeskogen
- 2017 - 55 Steps
- 2017 – The Square
- 2018 - The House That Jack Built
- 2018 – Tårtgeneralen
- 2019 – Britt-Marie var här
- 2020 - Pelle Svanslös
- 2021 - Hinterland
- 2022 – Göta kanal – Vinna eller försvinna
- 2022 - Året jag slutade prestera
- 2023 - Bordello

## Producent
- 1981 – Varning för Jönssonligan
- 1988 – Istanbul
- 1990 – Tåg till himlen
- 1990 – Destination Nordsjön (TV-serie)
- 1990 – Fiendens fiende (TV-serie)
- 1992 – Ha ett underbart liv
- 1993 – Brandbilen som försvann
- 1993 – Roseanna
- 1993 – Polis polis potatismos
- 1993 – Mannen på balkongen
- 1994 – Polismördaren
- 1994 – Stockholm Marathon
- 1995 – Vendetta
- 1995 – Jerusalem
- 1995 – Tribunal (TV)
- 1995 – Farligt venskab
- 1997 – Vendetta (TV)
- 1998 – Hamilton
- 2000 – Hjärta av sten
- 2000 – Jönssonligan spelar högt
- 2001 – Talismanen (TV-serie)
- 2001 – Hamilton (TV)
- 2003 – Ondskan
- 2004 – Lilla Jönssonligan på kollo
- 2004 – Strandvaskaren
- 2005 – Kill your Darlings
- 2006 – Tusenbröder - Återkomsten
- 2007 – Arn - Tempelriddaren
- 2008 – Arn - Riket vid vägens slut
- 2008 – Maria Wern -Främmande fågel
- 2009 – Fri os fra de onde
- 2010 – För kärleken
- 2012 – Maria Wern (teveserie)
- 2013 – Hundraåringen som klev ut genom fönstret och försvann
- 2014 – Tjockare än vatten (teveserie)
- 2013 – Eskil & Trinidad

## Produktionschef
- 1980 – Sista budet
- 1981 – Trazan Apansson
- 1981 – Varning för Jönssonligan
- 1982 – Spanarna (TV)
- 1983 – Lyckans ost
- 1984 – Slagskämpen
- 1985 – Jönssonligan får guldfeber
- 1986 – Mio min Mio
- 1987 – Friends